# Cave Auremiane
Cave Auremiane (in sloveno Vremski Britof) è una frazione del comune di Divaccia di 51 abitanti.

## Storia
Dopo la prima guerra mondiale passò, come tutta la Venezia Giulia, al Regno d'Italia
Nel 1927 al comune di Cave Auremiane furono aggregati i soppressi comuni di Auremo di Sopra e Famie.
Fino al 1947 era un comune autonomo della provincia di Trieste, con l'annessione alla Jugoslavia venne annesso al comune di Sesana.
La chiesa parrocchiale che si trova a sud del paese dipende dalla diocesi di Capodistria ed è dedicata all'Assunzione di Maria.